# Trouble (песня Элвиса Пресли)
«Trouble» — песня, написанная Джерри Либером и Майк Столлером.
Первым исполнителем, записавшим и издавшим её, был Элвис Пресли. Он исполнил её в кинофильме 1958 года King Creole. Кроме того, запись вышла в альбоме-саундтреке Элвиса Пресли King Creole (с песнями из вышеупомянутого фильма).
На гитаре в песне играет Скотти Мур.
Музыкальный критик Мори Дин так описывает эту песню:
Хотите угрожающего? Сильного и крепкого? Выведенного из себя? Эта песня из альбома King Creole пульсирует воинственным огнём. Рычащий, огрызающийся вокал будто одетого в чёрную кожу Элвиса крепко сцепляется с извергающей огонь как базука в руках мародёрствующего повстанца гитарой Скотти Мора. Если бы Джеймс Дин пел, он мог бы стать первым панк-рокером.

## Версия Аманды Лир
В 1976 году французская певица и модель Amanda Lear выпустила франкоязычную версию этой песни как сингл. Это был дебютный сингл певицы.
Эта франкоязычная версия называлась «La Bagarre». Французский текст был написан французскими поэтессами-песенницами сёстрами Эвелиной и Лилианой Конен, работавшими под псевдонимом Влин Бюгги (фр. Vline Buggy).
Песня была включена в дебютный альбом Аманды Лир I Am a Photograph (1977). Однако через некоторое время альбом был переиздан в другой версии, где песню «La Bagarre» заменили на новый хит Аманды «Queen of Chinatown» (1977).

### Список композиций
7"-й сингл (1975)
A. «La Bagarre» — 3:40
B. «Lethal Leading Lady» — 2:50
7"-й сингл (1976)
A. «Trouble» — 3:40
B. «Lethal Leading Lady» — 2:50